# اژدهای پرنده
اژدهای پرنده (نام علمی: Draco volans) نام یک گونه از تیره مارمولک‌های اژدها است.